# 弦楽四重奏曲集作品9

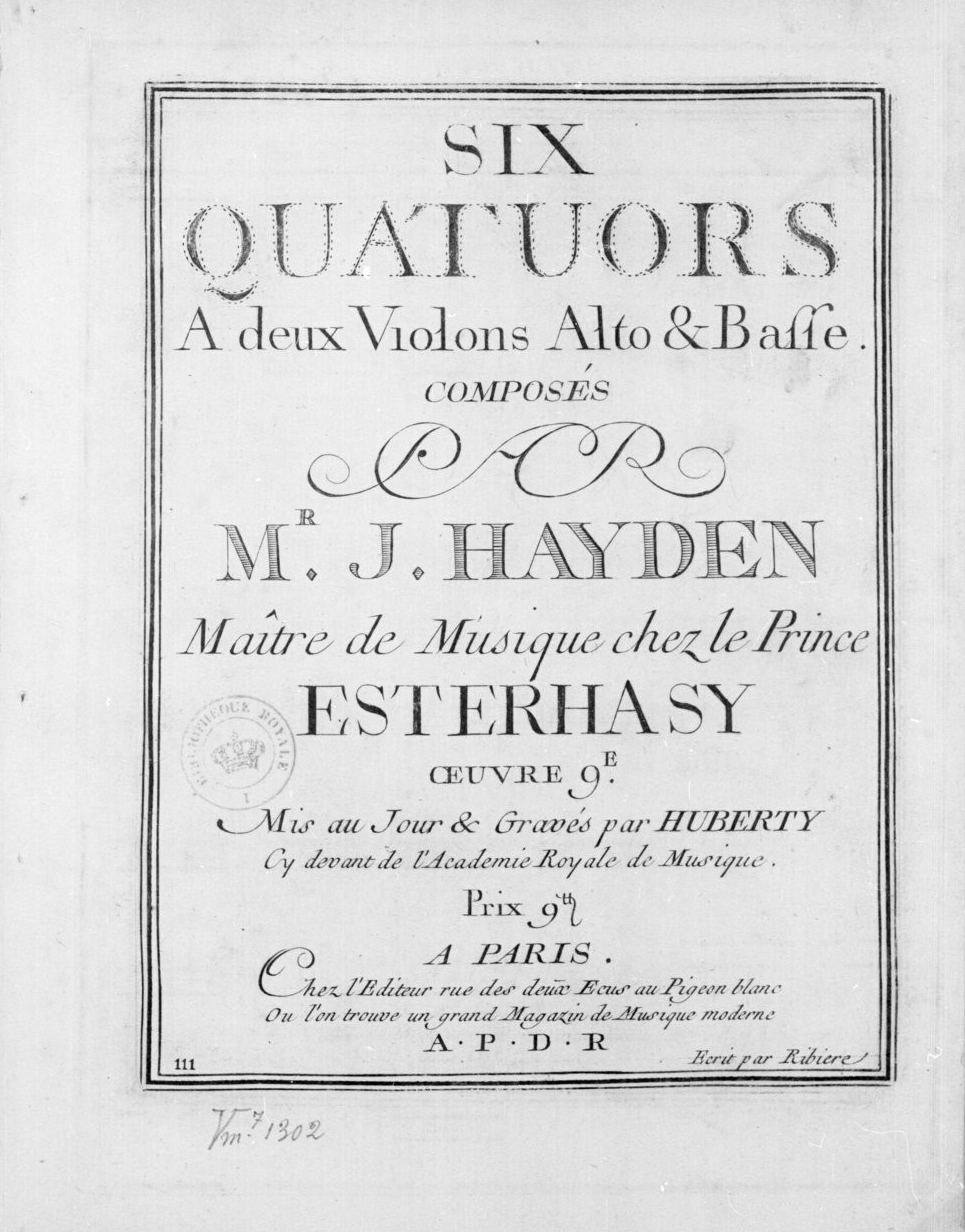
パリのユベルティ社から1772年に出版された作品9の表紙

弦楽四重奏曲集 作品9 は、フランツ・ヨーゼフ・ハイドンが1769年頃に作曲したと考えられている、全6曲（第19番～第24番）からなる弦楽四重奏曲集である。
作品9・作品17・作品20（太陽四重奏曲）の3つの弦楽四重奏曲集が書かれた時期は、ハイドンの「シュトルム・ウント・ドラング（疾風怒濤）期」と呼ばれる時代にあたる。

## 概要
作品9の弦楽四重奏曲集は自筆原稿が残っておらず、正確な作曲年は不明だが、次の作品17の弦楽四重奏曲集が1771年に書かれていること、様式的に作品9が作品17に近いことから、1771年よりも少し前に書かれたと考えられる。
筆写譜ははやく1771年のブライトコップフ社のカタログに見えている。1771年または1772年にアムステルダムのヨハン・ユリウス・フンメルから出版された。曲順は必ずしもハイドンの意図を反映しておらず、ハイドン自筆の草稿目録（エントヴルフ・カタログ）には第4曲・第1曲・第3曲・第2曲・第5曲・第6曲の順に記されている。
ハイドンは初期の弦楽四重奏曲を書いて以来、しばらく弦楽四重奏曲を書いていなかったが、1770年頃から作品9・17・20の3つの四重奏曲集を立て続けに作曲している。なぜこの時期に弦楽四重奏曲を固めて書いたのかは明らかでないが、この期間にオペラやバリトン曲の作曲の仕事がなかったこと、1767年にエステルハージ公と楽団のコンサートマスターであったルイジ・トマジーニがパリを旅行したとき、当時パリで出版されたばかりのルイジ・ボッケリーニの弦楽四重奏曲（作品2）に接してその刺激を受けたであろうことなどが指摘されている。
作品1と作品2が6曲ごとにまとめられているのは出版社が勝手にやったことであってハイドンの関知するところではないが、作品9以降の弦楽四重奏曲集ではハイドン自身が6曲を単位として作曲している。各曲を異なる調で作曲し、短調の曲を1曲（作品20では2曲）含める習慣も作品9で始まった。
エントヴルフ・カタログによると曲名は「ディヴェルティメント」であり、低音楽器がチェロでなく「Basso」と記されていることも初期の弦楽四重奏曲と同様であるが、内容的にはディヴェルティメントから離れて、より真剣な音楽になっている。曲は4楽章形式になり、第2楽章がメヌエット、第3楽章が緩徐楽章になった。第1楽章は多くモデラートの速度指定がなされ、初期の作品よりも遥かに充実している。
第1ヴァイオリンの華麗なパッセージが多いのがこの曲集の特徴になっている。とくに緩徐楽章は第1ヴァイオリンの見せ場で、それ以外の楽器はごく簡単な伴奏に徹することが多い。また協奏曲のようにヴァイオリンのカデンツァが挿入されることもある。これはコンサートマスターのトマジーニを活躍させる目的があった。ハーツはまたボッケリーニのようなイタリアの四重奏の影響を指摘している。
ヴォルフガング・アマデウス・モーツァルトが1773年に作曲した『ウィーン四重奏曲』（K. 168-173）の6曲は、ハイドンの作品9・17・20の影響が強い。

## 各曲の内容
通し番号の（）内は、偽作（作品7）や編曲作品を除いた番号である。

### 第19番（第12番）ハ長調 作品9-1,Hob. III:19
- 第1楽章 モデラート
ハ長調、4分の4拍子、ソナタ形式。
- 第2楽章 メヌエット：ウン・ポコ・アレグレット
ハ長調 - ハ短調、4分の3拍子。
ワルツを思わせるハ長調の主部と、ハ短調のトリオ部からなる。トリオ部の後半部分は繰り返し記号が書かれておらず、半終止した後に主部へと戻る。
- 第3楽章 アダージョ
ヘ長調、8分の6拍子、ソナタ形式。
シチリアーナのリズムを持ち、単一主題のソナタに近い形を採っている。
- 第4楽章 プレスト
ハ長調、4分の2拍子、ソナタ形式。

### 第20番（第14番）変ホ長調 作品9-2, Hob. III:20
- 第1楽章 モデラート
変ホ長調、4分の4拍子、ソナタ形式。
- 第2楽章 メヌエット - トリオ
変ホ長調、4分の3拍子。
- 第3楽章 アダージョ - カンタービレ
ハ短調、4分の3拍子、リート形式。
アリア風、あるいは協奏曲風の楽章[12]であり、アダージョと指示された8小節の序奏部と、カンタービレの主部による。
- 第4楽章 アレグロ・モルト
変ホ長調、4分の4拍子、ソナタ形式。

### 第21番（第13番）ト長調 作品9-3, Hob. III:21
- 第1楽章 アレグロ・モデラート
ト長調、4分の4拍子、ソナタ形式。
- 第2楽章 メヌエット：アレグレット - トリオ
ト長調、4分の3拍子。
- 第3楽章 ラルゴ
ハ長調、4分の4拍子、ソナタ形式。
作品9-2の第3楽章同様、この楽章も協奏曲風である。
- 第4楽章 プレスト
ト長調、4分の2拍子、ソナタ形式。

### 第22番（第11番）ニ短調 作品9-4, Hob. III:22
この弦楽四重奏曲集の中で最初に作曲された作品であり、また同時に、ハイドン最初の短調の弦楽四重奏曲でもあり、同時期に書かれた短調の交響曲と共通点の多い、きわめて深刻な音楽になっている。モーツァルトが1773年に作曲した『弦楽四重奏曲第13番 ニ短調 K. 173』（ウィーン四重奏曲第6番）のメヌエットの出だしはこの曲のメヌエットと非常によく似ている。
- 第1楽章 モデラート
ニ短調、4分の4拍子、ソナタ形式。
- 第2楽章 メヌエット - トリオ
ニ短調 - ニ長調、4分の3拍子。
ニ短調の主部とニ長調のトリオ部からなり、トリオ部ではヴィオラとチェロには休符が書かれており、第1と第2ヴァイオリンのみで演奏する。また、トリオ部の第1ヴァイオリンには重音奏法を用いており、高度なテクニックが要求される。
- 第3楽章 アダージョ・カンタービレ
変ロ長調、2分の2拍子、ソナタ形式。
- 第4楽章 プレスト
ニ短調、8分の6拍子、ソナタ形式。
対位法的な楽章[14]である。

### 第23番（第15番）変ロ長調 作品9-5, Hob. III:23
- 第1楽章 ポコ・アダージョ
変ロ長調、4分の2拍子、変奏曲形式。
この曲集の中では唯一、第1楽章がソナタ形式でなく、主題と4つの変奏からなるゆっくりとした変奏曲形式で書かれているが、これは初期の作品2-6と同様であり、ハイドンは後の作品17-3でも変奏曲を使用している。
- 第2楽章 メヌエット：アレグレット - トリオ
変ロ長調、4分の3拍子。
- 第3楽章 ラルゴ・カンタービレ
変ホ長調、4分の3拍子、ソナタ形式。
- 第4楽章 プレスト
変ロ長調、4分の2拍子、ソナタ形式。

### 第24番（第16番）イ長調 作品9-6, Hob. III:24
全体的に、ディヴェルティメント的な軽い性質を持っている。
- 第1楽章 プレスト
イ長調、8分の6拍子、ソナタ形式。
- 第2楽章 メヌエット - トリオ
イ長調 - イ短調、4分の3拍子。
イ長調の主部と、イ短調のトリオ部からなる。
- 第3楽章 アダージョ
ホ長調、2分の2拍子、ソナタ形式。
作品9-2、9-3と同様に、この楽章も協奏曲風である。
- 第4楽章 アレグロ
イ長調、4分の2拍子、三部形式。
他の作品の最終楽章と比べて、極端に短い。